# Stein Eriksen
Stein Eriksen (Oslo, Noruega, 11 de desembre de 1927 - Park City, Utah, Estats Units, 27 de desembre de 2015) fou un esquiador alpí noruec que va destacar a la dècada del 1950.

## Biografia
Va néixer l'11 de desembre de 1927 a la ciutat d'Oslo, fill de Marius Eriksen, gimnasta que havia participat en els Jocs Olímpics d'Estiu de 1912. En finalitzar la seva carrera esportiva s'instal·là als Estats Units, on passà a ser instructor i director d'escoles d'esquí.

## Carrera esportiva
Especialista en esquí alpí, participà en els Jocs Olímpics d'Hivern de 1948 disputats a Sankt Moritz (Suïssa), on no aconseguí notorietat en la disputa del descens, eslàlom i combinada alpina. Posteriorment, en els Jocs Olímpics d'Hivern de 1952 celebrats a la seva ciutat natal, aconseguí guanyar la medalla d'or en la disciplina d'eslàlom gegant i la medalla de plata en la prova d'eslàlom. Aquestes medalles foren les primeres que aconseguí guanyar un esquiador forà de la regió dels Alps en una prova olímpica d'esquí alpí. Les medalles aconseguides en aquests Jocs són vàlides per al Campionat del Món d'esquí alpí.
En el Campionat del Món d'esquí alpí aconseguí notorietat pública l'any 1950 en aconseguir la medalla de bronze en la prova d'eslàlom, aconseguint la victòria l'any 1954 en les tres disciplines que va disputar: l'eslàlom, l'eslàlom gegant i la combinada alpina.